# Gare de Trew and Moy
La gare de Trew and Moy est une ancienne gare ferroviaire située au Comté de Tyrone en Irlande du Nord. Elle se trouve près du Trew Mount et environ trois kilomètres au nord de Moy.

## Histoire
La gare ouvre les portes 1858 au service du Portadown, Dungannon et Omagh Junction Railway (PD&O), dont le Great Northern Railway of Ireland a acquis en 1876. Trew and Moy a été desservie par des trains de passagers GNR(I) entre la gare Belfast Great Victoria Street et la gare Londonderry Foyle Road via Portadown. La gare est devenue importante dans l'exportation de chevaux lors de la foire annuelle de chevaux de Moy. L'Autorité de Transport d'Ulster a repris les lignes restantes de la GNR(I) en Irlande du Nord en 1958 et ferme la ligne du PD&O le 15 février 1965.

## Patrimoine ferroviaire
Depuis la fermeture de la gare, l'édifice principale sert comme bureau-chef d'un distributeur de champignons.